# Стрижаков Валентин Анатолійович
Валентин Анатолійович Стрижаков (нар. 10 березня 1966, Москва, РРФСР) — радянський та український футболіст, нападник, по завершенні кар'єри — тренер.

## Кар'єра гравця
Народився в Москві, в родині військовослужбовця. Футболом розпочав займатися в німецькому місті Віттенберг. Потім сім'я переїхала до Одеси. Батько планував віддати Валентина до тенісної або волейбольної секції. Проте вже незабаром переїхав до Хабаровська, де займався футболом в місцевому армійському клубі на позиції воротаря. Паралельно з футболом займався ще й баскетболом, завдяки чому став вищим. Через деякий час з воротарської позиції переведений у напад. Після повернення до Одеси потрапив у місцеве СКА, де тренувався під керівництвом Сергія Малюти. Зі складу «армійців» на запрошення Георгія Кривенка перейшов в одеський «Чорноморець».
У 1983 році Семен Альтман запросив талановитого нападника до дублюючого складу «Чорноморця». Того сезону провів 22 поєдинки за молодіжну команду «моряків». 1984 рік розпочав у «Чорноморці», зіграв 6 матчів, після чого був призваний на військову службу. Як і значна частина одеських футболістів, проходив її і одеському СКА (Од), який виступав у Другій лізі радянського чемпіонату. Саме в цьому клубі дебютував на професіональному рівні. Відіграв півтора сезону, за цей час у Другій лізі зіграв 51 матч, в яких відзначився 17-а голами.
У 1986 році повернувся до «Чорноморця», який на той час тренував Віктор Прокопенко. Дебютував у Вищій лізі СРСР 7 вересня 1986 року в нічийному (1:1) виїзному поєдинку 23-о туру проти єреванського «Арарату». Стрижаков вийшов на поле в стартовому складі, а на 46-й хвилині його замінив Олег Морозов. Після цього зіграв ще два поєдинки, у Кубку Федерації футболу СРСР. За підсумками сезону 1986 року одесити вилетіли до Першої ліги, де Валентин став одним з гравцем основи (29 матчів, 3 голи) та допоміг «морякам» повернутися до «вишки». Після повернення «Чорноморця» під керівництвом Анатолія Полосіна отримував свій час на футбольному полі, проте основним футболістом не став (8 матчів у чемпіонаті, 2 — у кубку та 5 — у кубку Федерації). З серпня 1988 року виступав в оренді за одеське СКА (15 матчів, 4 голи).
Сезон 1989 року розпочав у «Ністру», який тренував Ахмед Алексеров. Дебютував у кишинівському клубі 6 квітня 1989 року в переможному (3:1) виїзному поєдинку 1-о туру Першої ліги проти кутаїського «Торпедо». Стрижаков вийшов на поле на 65-й хвилині, замінивши Юрія Скалу. У команді закріпитися не зміг, оскільки не зміг виконати негласне правило для нападників (10 голів за сезон), зіграв 11 матчів у Першій лізі та 1 поєдинок у кубку СРСР. По ходу сезону перейшов у друголіговий «Колос», який тренував Володимир Нечаєв. У команді провів півтора сезону, за цей час у Другій та Другій нижчій лігах зіграв 51 матч (14 голів), ще 4 матчі (2 голи) відіграв у кубку СРСР.
У 1990 році став одним з трьох українських футболістів, які виїхали до Угорщини. Відіграв один сезон у першоліговому БВСК, потім перейшов в «Елере», де провів три сезони (52 матчі, 11 голів). У сезоні 1994/95 років грав за друголіговий «Пелесверсвар» (24 матчі, 6 голів).
У 1995 році повернувся до Одеси, намагався працевлаштуватися в «Чорноморці», проте через піврічну відсутність ігрової практики контракт з Валентином підписувати не забажали. З 1995 по 1996 рік виступав за аматорський «Рішельє» (Одеса), сезон 1996/97 років провів в овідіопольському «Дністрі». Напередодні старту сезону 1997/98 років приєднався до «СКА-Лотто». Дебютував у футболці одеського клубу 14 липня 1997 року в програному (0:1) виїзному поєдинку кубку України проти шаргородської «Фортуни». Стрижаков вийшов на поле на 55-й хвилині, замінивши Ігора Стахова. У Другій лізі чемпіонату України дебютував 31 липня 1997 року в переможному (2:1) виїзному поєдинку 1-о туру групи Б проти запорізького «Віктора». Валентин вийшов на поле на 68-й хвилині, замінивши Едуарда Стоянова. Дебютним голом за «СКА-Лотто» відзначився 18 вересня 1997 року на 81-й хвилині переможного (3:0) домашнього поєдинку 10-о туру групи Б Другої ліги проти севастопольського «Чорноморця». Валентин вийшов на поле на 58-й хвилині, замінивши Едуарда Стоянова. У складі «армійців» зіграв 16 матчів (3 голи) у Другій лізі та 1 поєдинок у кубку України. Під час зимової перерви сезону 1998/99 років перейшов у СК «Одеса». Дебютував у футболці «спортклубівців» 1 квітня 1998 року в переможному (2:1) домашньому поєдинку 18-о туру групи Б Другої ліги проти білоцерківської «Рігонди». Стрижаков вийшов на поле в стартовому складі, а на 58-й хвилині його замінив Олександр Щербаков. Дебютним голом у футболці нового колективу дебютував 11 квітня 1998 року на 68-й хвилині переможного (2:0) домашнього поєдинку 20-о туру групи Б Другої ліги проти одеського «СКА-Лотто». Валентин вийшов на поле на 60-й хвилині, замінивши Юрія Петіна. Навесні 1999 року відправився в оренду до «Чорноморця». Дебютував у футболці одеського клубу 8 квітня 1999 року в переможному (4:0) домашньому поєдинку 22-о туру Першої ліги проти нікопольського «Металурга». Стрижаков вийшов на поле на 49-й хвилині, замінивши Олександра Голоколосова. У футболці «Чорноморця» зіграв 8 матчів у Першій лізі. На початку червня 1999 року повернувся в СК «Одеса», де виступав до завершення сезону. Загалом же у футболці «спортклубівців» зіграв 38 матчів (15 голів) у Другій лізі та 9 матчів (2 голи) у кубку України.
У сезоні 1999/00 років грав за аматорський колектив «Сигнал» (Одеса), у футболці якого зіграв 2 поєдинки у кубку України. По завершенні сезону закінчив кар'єру футболіста.

## Кар'єра тренера
По завершенні кар'єри гравця розпочав тренерську діяльність у Молдові, на запрошення Ігоря Наконечного. З 2001 по 2006 рік допомагав тренувати «Ністру» (Чобурчі), «Тирасполь» та «Шериф». У 2006 році переведений у селекційний відділ «Шерифа», який займався пошуком молодих талановитих африканських футболістів. Згодом тренував одеські «Реал» та «Пальміру».

## Особисте життя
Одружений, має двох доньок.

## Досягнення
«Чорноморець» (Одеса)
- Перша ліга СРСР
  -  Чемпіон (1): 1987